# Раусинг, Гэд
Гэд Андерс Раусинг (швед. Gad Anders Rausing; 19 мая 1922, Стокгольм — 28 января 2000, Монтрё) — шведский промышленник и предприниматель, вместе со своим братом Хансом Раусингом руководивший созданной их отцом Рубеном Раусингом компанией Tetra Pak. Компания в 2011 году стала крупнейшей в мире по производству продуктовых упаковок. Ханс Раусинг был генеральным директором в компании, а Гэд занимал пост заместителя и параллельно занимался технологическими исследованиями.
Гэд Раусинг в течение своей жизни увлекался археологией и гуманитарной деятельностью. В 1967 году в Лундском университете он получил степень доктора философии по истории, защитив диссертацию по лукам и наконечникам стрел, характерным для жителей древней Скандинавии. Он совмещал пост заместителя директора Tetra Pak с постом преподавателя института археологии Лундского университета, а также стал автором нескольких книг.

## Биография

### Семья
Гэд Раусинг был старшим сыном промышленника Рубена Раусинга и его супруги Элизабет Варениус. Также у него были два младших брата: Ханс и Свен. Гэд Раусинг был женат на Биргит Раусинг, также у него родились трое детей: Финн, Йорн Раусинг и Кирстен. Финн, Йорн и Кирстен входят в состав совета директоров компании Tetra Laval: Йорн отвечает за слияния и поглощения в группе, Финн возглавляет Королевский институт прикладной экономики, а Кирстен параллельно занимается выращиванием скаковых лошадей в Англии.

### Карьера в Tetra Pak
Гэд изучал химию в Лундском университете, начинал свою карьеру в исследовательской лаборатории компании его отца Åkerlund & Rausing, где работал в команде разработчиков новых материалов для упаковок (в форме тетраэдра) молочных продуктов. Именно тетраэдр стал символом компании Tetra Pak, основанной в 1951 году в качестве дочернего предприятия Åkerlund & Rausing.
В 1954 году Гэд присоединился к компании Tetra Pak и стал заместителем директора. В течение лет его компания разрослась от маленького семейного предприятия с шестью рабочими до транснациональной корпорации с более чем 20 тысячами сотрудников к 2011 году: заслуга в лидерстве компании на рынке производителей упаковок для продуктов принадлежала братьям Хансу и Гэду Раусингам. Изобретение асептических упаковок, к которому приложили руку Гэд и Ханс, стало важнейшим новшеством в пищевой промышленности XX века.
В 1985 году пост генерального директора компании покинул Ханс Раусинг, но конгломерат оставался на попечении Гэда Раусинга. В 1996 году Гэд получил половину всех акций Tetra Pak от своего брата, сумма сделки составляла примерно от 4 до 7 млрд. долларов США.

### Наука и общество
Гэд Раусинг, изучавший химию в Лундском университете, сделал также научную карьеру, защитив дипломную работу по археологии Скандинавии и став лектором Института археологии в Лундском университете. На вопросы о том, как ему удалось совместить и бизнес-карьеру, и должность преподавателя, он объяснял, что находил достаточно времени в аэропортах и самолётах. Также он был членом Королевской шведской академии литературы, истории и античности, почётным доктором Королевского технологического института Стокгольма в 1983 году.
В 1989 году Гэд Раусинг принял участие в советской телепрограмме «Что? Где? Когда?» как капитан команды профессоров Лундского университета: игра со шведскими профессорами состоялась 14 октября 1989 года в московском Совинцентре. Команда, куда вошли профессора Луиз Винге, Биргер Берг, Карл-Эрик Фрёберг, Давид Ингвар и Пер Бринк, играла против телезрителей и проиграла со счётом 14:35, ответив верно на два вопроса из восьми (один из верных ответов дал Гэд Раусинг). Специально для этого были приглашены синхронные переводчики. В других встречах команда профессоров играла роль экспертов, заочно соревнуясь с игравшими командами знатоков.

### Благотворительность и патронаж
Раусинг был спонсором множества исследовательских проектов: так, он выделил средства на раскопки старинного города Бирка в окрестностях Стокгольма, экономического центра средневековой Скандинавии. Вместе со своей супругой Биргит он основал фонд, выделяющий средства на исследования в области гуманитарных наук и сотрудничающий с Лундским и Оксфордским университетами. В 2002 году дети Гэда Раусинга, Финн, Йорн и Кирстен основали премию имени Гэда Раусинга за выдающиеся исследования в области гуманитарных наук.

## Память

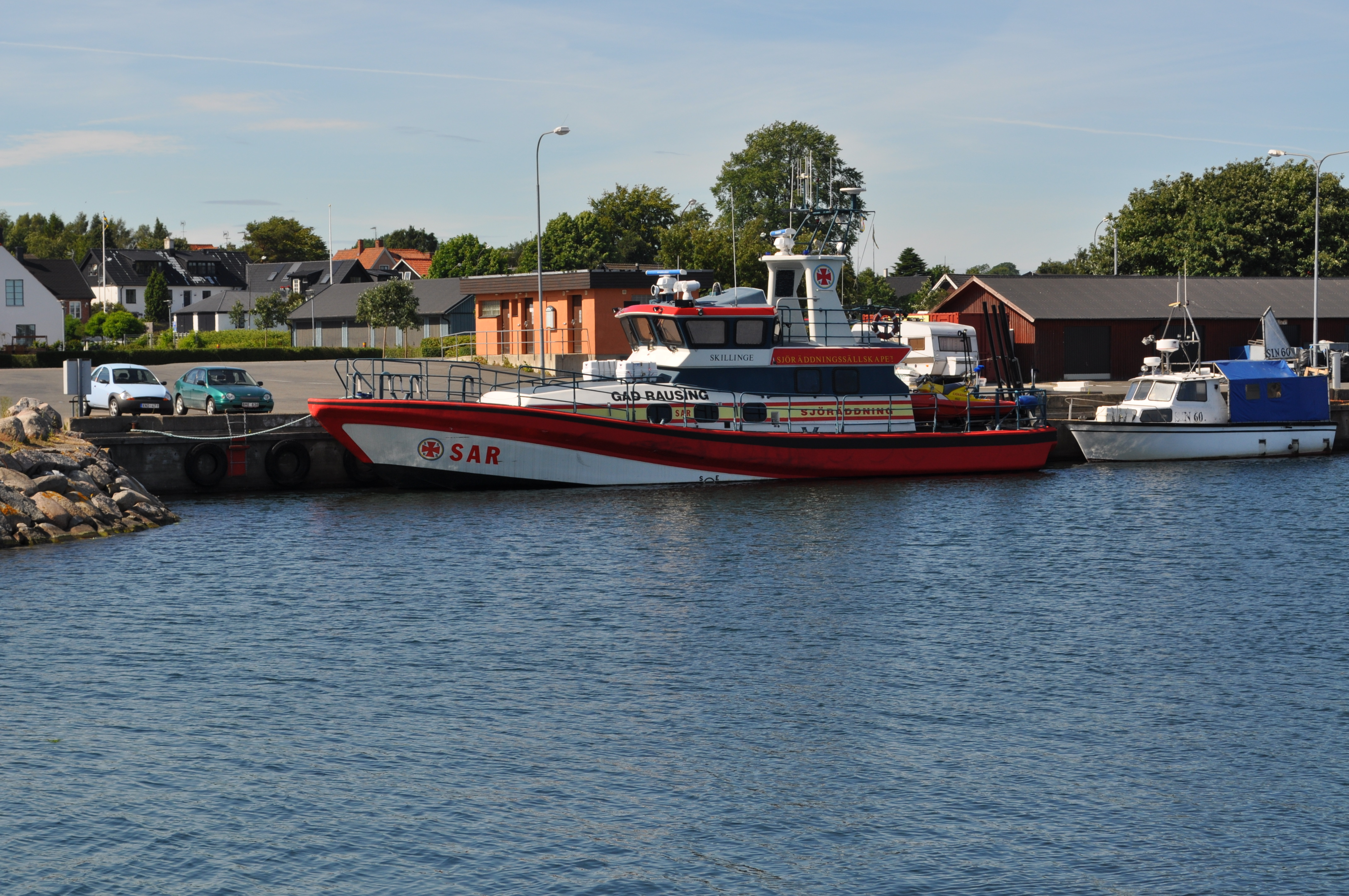
Спасательное судно Gad Rausing

- Библиотека в Лахорском университете наук управления в Пакистане ныне носит имя Гэда и Биргит Раусингов в знак признания их заслуг в строительстве библиотеки[17]. Открытие библиотеки состоялось 17 марта 2011 года в присутствии Денниса Йонссона, исполнительного директора Tetra Pak: на здании появилась мемориальная табличка.
- На средства Tetra Laval в Спасательном морском обществе Швеции были приобретены спасательные корабли, головной из которых получил имя Гэда Раусинга и был построен в 2002 году.

### На шведском
- Arkeologien och naturvetenskaperna (1958)
- Lars Lawskis vapensamling (1960)
- Arkeologien som naturvetenskap (1971)

### На английском
- Rausing, Gad, Beowulf, Ynglingatal and the Ynglinga Saga: fiction or history? Fornvännen 80, s. 163-178 (1985)
- Rausing, Gad, China and Europe: some notes on communications in early times, Lund: Tetra Pak International, 1996
- Rausing, Gad, Ecology, economy and man, Malmö: Liber Läromedel/Gleerup, 1981
- Rausing, Gad, Hidden gold and lost river: some archaeological thoughts, ingår i: Vi får tacka Lamm (Festskrift till Jan Peder Lamm). 2001. ISBN 91-89176-16-2
- Rausing, Gad, Lars Lawskis vapensamling, Norrköping: Norrköpings museum, 1960
- Rausing, Gad, Miklagård and Möcklagård: Byzantium and a "royal farm" in Sweden, ingår i: Språkets speglingar: festskrift till Birger Bergh. 2000. ISBN 91-87976-13-7
- Rausing, Gad, Prehistoric boats and ships of northwestern Europe: some reflections, Malmö: Liber Förlag/Gleerup, 1984
- Rausing, Gad, The bow: some notes on its origin and development, Lund: Gleerups, 1967